# Franciszek Sułkowski
Franciszek de Paula Sułkowski herbu Sulima (ur. 29 stycznia 1733 roku – zm. 28 kwietnia 1812 roku) – książę Świętego Cesarstwa Rzymskiego (od 1752), generał inspektor piechoty koronnej, członek Komisji Wojskowej, generał lejtnant wojsk koronnych (od 1762), szambelan Stanisława Augusta Poniatowskiego (1765), starosta cudnowski, IV książę bielski (IV Herzog von Bielitz), zwierzchnik komandorii Świętego Jana Chrzciciela kawalerów maltańskich (od 1776), podkomorzy (szambelan) dworu austriackiego (od 1754).

## Życiorys
W latach 1750–1753 służył jako pułkownik wojsk francuskich, jako generał major austriacki walczył przeciwko Prusom w wojnie siedmioletniej. W latach 1759–1762 w armii Imperium Rosyjskiego. Uczestnik konfederacji barskiej. Na Sejmie Rozbiorowym w 1775 roku powołany ze stanu rycerskiego do Komisji Wojskowej Koronnej. Do 1789 był szefem 6 Regimentu Pieszego Łanowego. Wrócił do służby austriackiej. 25 sierpnia 1790 został mianowany na stopień marszałka polnego porucznika.
W 1778 odznaczony Orderem Orła Białego, kawaler bawarskiego Orderu Świętego Huberta w 1760, rosyjskiego Orderu św. Aleksandra Newskiego, w 1774 kawaler Orderu Świętego Stanisława.
Od jego imienia pochodzi nazwa kolonii Franciszkowice w powiecie bielskim, w województwie śląskim.